# 船井総研デジタル
株式会社船井総研デジタル（ふないそうけんデジタル、英: Funai Soken Digital Inc.）は、2022年7月1日に船井総研グループ内に誕生した、デジタル総合系コンサルティング会社。
「デジタルテクノロジーで人と企業の成長をリードする」をミッションに、マーケティング・バックオフィスの両面において、デジタル活用のコンサルティングから、システム開発やプロダクト開発、BPOサービス、デジタル人財育成などのデジタル実装までを提供する。

## 概要
船井総研ホールディングスグループにおいてWebマーケティングやBPOコンサルティングを強みとする株式会社船井総研コーポレートリレーションズと、デジタル人材の採用・育成及びシステムの受託開発業務を強みとする新和コンピュータサービス株式会社を合併し、存続会社の社名を「株式会社船井総研デジタル」と変更したことにより発足。

## 沿革

### 前史
- 1970年3月 - 企業経営の総合診断を主業務として株式会社日本マーケティングセンターを設立[3]。
- 1985年3月 - 商号を株式会社船井総合研究所に変更[3]。
- 1988年9月 - 大阪証券取引所市場第二部（特別指定銘柄）に上場。
- 2005年12月 - 東京証券取引所及び大阪証券取引所市場第一部に指定替え。
- 2013年11月 - 株式会社船井総研コーポレートリレーションズ分割準備会社を設立。
- 2014年7月 - 持株会社体制へ移行。商号を株式会社船井総研ホールディングスに変更し、営業サポート業務を株式会社船井総研コーポレートリレーションズに事業承継。
- 2018年6月 - 新和コンピュータサービス株式会社を船井総研ホールディングスが完全子会社化

### 船井総研デジタル発足後
- 2022年
  - 7月 - 船井総研コーポレートリレーションズと新和コンピュータサービスを合併し、存続会社の社名を株式会社船井総研デジタルに変更。
  - 8月 - 発足記念イベントとして大型セミナー「Digital Decision 2022」を開催。
  - 9月 - 「ノーコード推進協会」を発起人企業の一員として設立・参画[4]。

## 提供サービス
- クラウドソリューション開発事業
- デジタルマーケティングBPO事業
- IT戦略コンサルティング事業
- プロダクト開発事業
- デジタルHR事業

## 取り組み・認証資格
- 女性活躍推進法に基づく優良企業認定マーク「えるぼし」★★★(第3段階) [5]
- 情報セキュリティマネジメントシステム（ISO 27001）[6]
- Google Premier Partner
- Yahoo! マーケティングソリューション パートナー

## 関連会社
- 株式会社船井総研ホールディングス
- 株式会社船井総合研究所
- 船井（上海）商務信息咨詢有限公司
- 船井総研ロジ株式会社
- 株式会社船井総研ITソリューションズ
- 株式会社プロシード
- 株式会社HR Force

## 事業所
- 東京本社 - 〒100-0005　東京都千代田区丸の内1-6-6　日本生命丸の内ビル21階
- 大阪本社 - 〒541-0044　大阪市中央区伏見町4-4-10　新伏見町ビル6階
- 芝オフィス - 〒105-0014　東京都港区芝3-4-11　芝シティビル9階
- 八丁堀オフィス - 〒104-0032　東京都中央区八丁堀2-19-8　日宝八丁堀ビル3F

## 書籍
- バックオフィス・トランスフォーメーション 売上ゼロ円の間接部門を稼ぐ組織に変える方法（柳楽仁史/船井総研デジタル(船井総研コーポレートリレーションズ)）